# Hussain Ghulum Abbas
Hussain Ghulum Abbas (arabisch حسين غلوم عباس, DMG Ḥussain Ġulūm ʿAbbās, nach englischer Umschrift häufig Hussain Ghuloum Abbas; * 24. September 1969) ist ein ehemaliger Fußballspieler der Vereinigten Arabischen Emirate.
Während seiner aktiven Zeit stand der Verteidiger beim Sharjah FC unter Vertrag. Besondere Aufmerksamkeit erhielt er jedoch als Spieler der Nationalmannschaft der Vereinigten Arabischen Emirate bei der Fußball-Weltmeisterschaft 1990, bei der er drei Einsätze absolvierte. Er nahm außerdem 1988 und 1992 an der Asienmeisterschaft teil. In insgesamt 31 Länderspielen konnte Abbas zwei Tore erzielen.